# Катберт Ґрант
Катберт «Джеймс» Ґрант (1793 – 15 липня 1854) — видатний лідер метисів початку 19 століття. Його батька також звали Катберт Ґрант.

## Життя
Катберт Ґрант народився приблизно в 1793 році у Форт-де-ла-Рів'єр-Тремблант, торгівельній факторії Північно-Західної компанії, розташованій поблизу сучасного міста Тоґо, Саскачеван, де його батько був менеджером. Його батьком, Катберт Ґрант-старший, був партнером Північно-Західної компанії, а матір'ю  — метиска. У 1801 році, у віці 8 років, його відправили здобувати освіту, ймовірно, до Шотландії, хоча це достеменно невідомо. Також невідомо, коли він повернувся до Західної Канади, проте в 1812 році він вступив на службу до Північно-Західної компанії у віці 19 років. Потім він вирушив з весняною бригадою до Пей-де-О, «високої країни» на захід від Монреаля.
Він був визнаний лідером народу метисів і взяв участь у запеклій боротьбі між Північно-західною компанією  та компанією Гудзонової затоки, що виникла через Пемміканську прокламацію, яка забороняла будь-кому експортувати пемікан із колонії Ред-Рівер. Захоплення та знищення форту Гібралтар Північно-Західної компанії в 1816 році викликало подальший гнів на компанію Гадсонс-Бей з боку Нордвестерів та місцевих метисів. Це призвело до кривавої сутички, відомої як Битва при семи дубах, де були вбиті Роберт Семпл і 21 колоніст з колонії Ред-Рівер.
Незважаючи на це, коли дві конкуруючі компанії об'єдналися в 1821 році під назвою «Компанія Гудзонової затоки», новий губернатор, сер Джордж Сімпсон, попросив Ґранта очолити поселення метисів із приблизно 2000 осіб, розташоване приблизно за 16 миль на захід від колонії Ред-Рівер на Річці Ассінібойн. Поселення бути відоме як Ґрантаун протягом багатьох років, а потім перейменовано на Сен-Франсуа-Ксав'є на честь святого-покровителя міста.
До 1825 року пшениця стала важливою продовольчою культурою, і хоча в цьому районі працювало вже кілька вітряків, Катберт Ґрант був першим, хто взявся за будівництво водяного млина. Для цього загатили потік Стерджен-Крік у Манітобі в 1829 році. Хоча точне місце розташування невідоме, ймовірно, що воно було поблизу місця, де портажна стежка Портедж-Трейл перетинала струмок; і цілком імовірно, що греблю використовували як міст для перетину струмка під час сезону високої води. На жаль, гребля не втримувала весняних повеней і три роки поспіль її розмивало. Ґрант нарешті покинув це місце та перевіз свою техніку до Ґрантауна, де побудував вітряк. У Вінніпезі є млин під назвою «Старий млин Ґранта».
У 1828 році компанія Гудзонової затоки доручила йому оборону колонії Ред-Рівер. Пізніше він став шерифом і головою магістрату в окрузі Ассінібоя.
15 липня 1854 року Катберт помер від поранень, які отримав, впавши з коня.

## Родина і нащадки
Відомо, що Катберт Ґрант був тричі одружений, у нього було щонайменше троє синів і шестеро дочок.
Його першою дружиною була Елізабет «Бетсі» Маккей, сестра Джона Річардса Маккея та дочка Джона Маккея і Мері Фейвелл. Ґрант і Бетсі залицялися через листування; пара одружилася 22 травня 1814 року у форті Гібралтар. У їхньому шлюбі народився син Джеймс (нар. близько 1815). Однак, поки Катберта судили за його роль у «Семи дубах», Бетсі та їхній син Джеймс зникли. Їхня доля невідома.
У 1820 році Катберт жив у цивільному шлюбі з Марі Демарі. Від цього союзу народилася донька Марія (нар. 15 липня 1820). (Пізніше Марія вийшла заміж за Паскаля Бреланда, голову магістрату в Сан-Франсуа-Ксав'є).
Близько 1823 року Катберт одружився з Марі Макґілліс, дочкою Анґуса Макґілліса та аборигенки на ім'я Марґеріт. Катберт і Марі-Марґеріт були батьками 11 дітей: Еліз, Чарльза, П'єра, Елізабет, Марґеріт, Катберта Луїса Марі, Катберта, Джеймса, Софії, Керолайн, Джессі та Джулі Роуз Марі Ґрант.
Марі пережила смерть чоловіка на 18 місяців. Її поховали 30 квітня 1856 року в Сен-Франсуа-Ксав'є.
Лорд Стратспей, глава клану Ґрант, офіційно оголосив Катберта Ґранта членом свого клану на церемонії, що відбулася у Вінніпезі в липні 2012 року. Це створило нову септу його нащадків у Канаді.

## Спадщина
На його честь названо Ґрант-авеню у Вінніпезі  та троянду Катберта Ґранта, сорт, виведений Міністерством сільського господарства Канади  в 1967 році .
У 1960-х роках канадський продюсер фільму про Джеймса Бонда Гаррі Зальцман намагався зняти в Канаді повнометражний фільм про Ґранта. Спочатку передбачалось, що в ролі Ґранта в біографічному фільмі мав знятися Шон Коннері.

## Зовнішні посилання
- Woodcock, George. Grant, Cuthbert. Т. 8.